# Arthur Martin (entreprise)
Arthur Martin est une marque française de gros électroménager, à l'origine une entreprise fondée en 1854 par Nestor Martin.
Après avoir été mise en sommeil en 2009 par Electrolux, la marque a été réactivée en décembre 2016.
La marque propose toute une gamme de gros électroménager, mais elle est également utilisée sous licence pour des appareils de petit électroménager et des ustensiles de cuisine.

## Histoire
Les trois frères Alphonse, Hubert-Joseph et Nestor Martin fabriquent dans les années 1840 des objets d'orfèvrerie et de cuivre dans leurs trois fourneaux de Saint-Hubert en Wallonie.

### Les débuts (1854-1925)
En 1854, Nestor Martin installe une fonderie de fer à Huy en Belgique (dont il contribue à en faire la "ville des millionnaires") et crée sous son nom sa propre entreprise. Il y moule de nombreux objets ménagers ou décoratifs, logotypés par le triangle NMH (Nestor Martin Huy). Vingt ans plus tard, Nestor ouvre d'autres fonderies dont celle de Revin, dans les Ardennes françaises, en 1882. Nestor Martin meurt en 1916, ses enfants et petits-enfants assurant dès lors la continuité de l'entreprise.

### Montée en puissance
Ce n'est qu'en 1925 qu'apparaît la marque Arthur Martin, lorsque sont créées deux sociétés anonymes : Arthur Martin en France (plutôt orientée dans les appareils électroménagers haut de gamme) et Nestor Martin en Belgique (plutôt orientée dans le chauffage domestique). Le capital de ces deux entreprises est partagé entre les six enfants d'Arthur Martin (père). Elles sont dirigées par Arthur Martin (petit-fils).
Dans les années 1930, l'implantation hutoise est abandonnée, mais le groupe a déjà essaimé et sera doté de nombreuses usines dans le monde, en propre ou sous licence. 
En 1962, Arthur Martin acquiert Faure, une entreprise d'électroménager également située à Revin.
En 1985, Arthur Martin  est racheté par le groupe suédois Electrolux.

### Mise en sommeil et disparition de la marque (2007-2009)

#### Changement de nom
À partir de 1994, avec la cohabitation avec Electrolux (co-branding), un programme de disparition de la marque est  initié. 
Le 1er mars 2007, Arthur Martin-Electrolux devient Electrolux-Arthur Martin. Il s'agit de la première étape d'un plan de trois ans établi en 2006, qui vise à la disparition totale de la marque au profit d'Electrolux. Ce changement s'inscrit dans la stratégie d'Electrolux visant à rationaliser son portefeuille de marques et d'imposer la sienne. Comme il est alors expliqué, « le nom sera présent aussi longtemps que cela sera nécessaire pour assurer la transition dans l'esprit des consommateurs. ».
Arthur Martin étant la troisième marque d'électroménager la plus connue des Français et la deuxième en valeur sur le marché, le défi est de convaincre le consommateur que les valeurs associées à Arthur Martin restent les mêmes après le changement de nom et de renforcer l'image d'Electrolux. Pour cela, Electrolux met en place à partir du 2 avril 2007 une vaste campagne publicitaire (télévision, presse écrite, radio et internet) à la hauteur de 23 millions d'euros, afin de communiquer sur ce changement de nom. Ainsi apparaît la signature « désormais, Arthur Martin préfère qu'on l'appelle Electrolux » sur l'ensemble de la campagne publicitaire. 

#### Disparition
Courant 2009, Electrolux-Arthur Martin devient Electrolux. C'est l'ultime étape de la disparition de la marque ; dès lors, Arthur Martin laisse place à Electrolux après plus de 150 ans d'existence.

### Renaissance de la marque (2016)

#### Un retour en arrière
Après quasiment dix ans d’absence, la marque Arthur Martin est réactivée par Electrolux en décembre 2016, dans le cadre d'un partenariat exclusif avec Mobalpa.
Il s'agit d'un rétropédalage stratégique du groupe Electrolux, comme l'explique Pierre Perron, directeur général d’Electrolux France : « Il s’agit d’une relance tactique. Notre idée, c’est de prendre des parts de marché. Nous nous sommes aperçus que ce retour ne cannibaliserait pas le reste de notre offre » et Philippe Nohen, directeur réseau cuisiniste d'Electrolux France : «Il s’agit d’une marque forte, connue de tous, ancrée dans la mémoire collective et française qui existe depuis près de 150 ans».
Après avoir effectué des études de consommateurs, Electrolux acte que la marque française a conservé une très forte notoriété en France, avec une image de robustesse et de qualité[réf. nécessaire]. Fort de cette situation, le groupe décide donc de la réactiver. 

#### Une relance stratégique
Cette relance est tactique, elle permet du côté d'Electrolux tout comme celui de Mobalpa de multiples avantages :
- Pour Electrolux, c'est de travailler avec le second fabricant et distributeur de cuisines en France (Mobalpa), mais aussi de renforcer sa présence dans le réseau cuisinistes à l'échelon français et européen en intégrant désormais les 10 plus grands acteurs du marché européen.

- Pour Mobalpa, c'est de s'associer à une marque historique du marché français (Arthur Martin), d'en avoir l'exclusivité, mais aussi de participer étroitement au développement des produits afin de proposer une gamme encastrable correspondant à son positionnement et aux attentes de ses clients.

## Produits
Après sa réactivation en décembre 2016, la marque propose :
- du gros électroménager, disponible exclusivement dans les enseignes Mobalpa[12],[9] ;
- du petit électroménager produit sous licence, disponible dans la plupart des hypermarchés ;
- des ustensiles de cuisines produits sous licence, disponibles dans la plupart des hypermarchés.

En 2018, des autocuiseurs vendus sous licence Arthur Martin ont fait l'objet d'un rappel par Auchan et Boulanger, en raison d'un risque de blessures pour l'utilisateur.

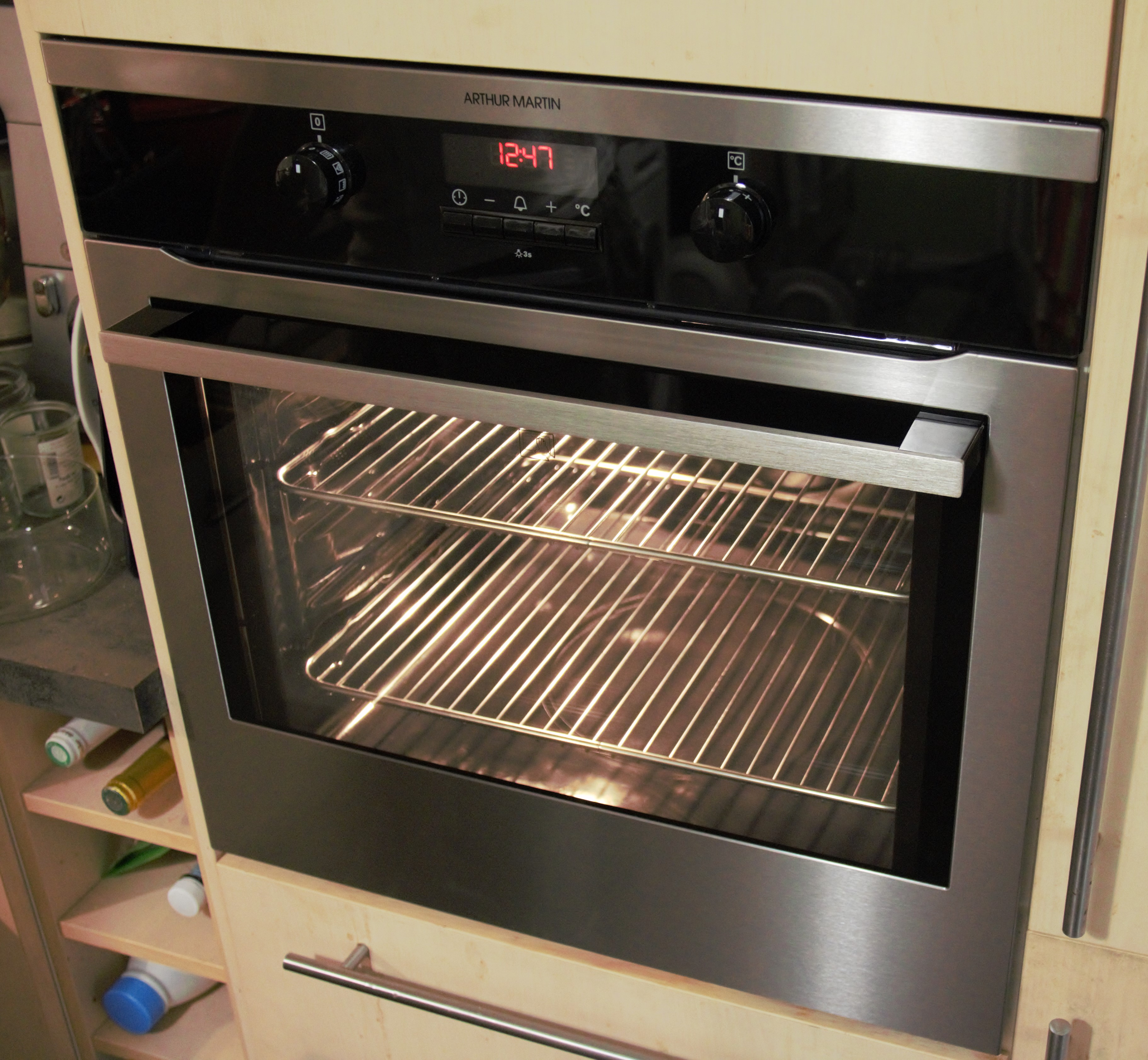
Four à pyrolyse Arthur Martin

## Logos de la marque

1932 à 1963
1963 à 1970
1971 à 1976
1979 à 1985
1985 à 1987
1991 à 1994
1994 à 2003
2003 à 2007
2007 à 2009
Depuis 2016

## Culture populaire
La version française de la série de jeux vidéo Les Sims utilise le nom "Artur Machin" pour faire référence à la marque d'électroménager française Arthur Martin avec un jeu de mots.